# Club de Futbol Torre Levante Orriols
El Club de Futbol Torre Levante Orriols és un equip de futbol amb seu a Els Orriols, València, al País Valencià. Fundat l'any 1976, juga a Primera Regional, el 7è nivell del futbol espanyol, i disputa els partits a casa al Camp Municipal d'Orriols, que té una capacitat de 2.000 espectadors.

## Temporada a temporada
| Temporada | Nivell | Divisió    | Lloc | Copa del Rei |
| --------- | ------ | ---------- | ---- | ------------ |
| 1976/77   | 8      | 3ª Reg.    | —    |              |
| 1977/78   | 8      | 3ª Reg.    | —    |              |
| 1978/79   | 8      | 3ª Reg.    | —    |              |
| 1979/80   | 8      | 3ª Reg.    | —    |              |
| 1980/81   | 8      | 3ª Reg.    | 4th  |              |
| 1981/82   | 8      | 3ª Reg.    | 5th  |              |
| 1982/83   | 8      | 3ª Reg.    | 10th |              |
| 1983/84   | 7      | 2ª Reg.    | 11th |              |
| 1984/85   | 7      | 2ª Reg.    | 5th  |              |
| 1985/86   | 7      | 2ª Reg.    | 7th  |              |
| 1986/87   | 7      | 2ª Reg.    | 8th  |              |
| 1987/88   | 7      | 2ª Reg.    | 4th  |              |
| 1988/89   | 7      | 2ª Reg.    | 3rd  |              |
| 1989/90   | 7      | 2ª Reg.    | 3rd  |              |
| 1990/91   | 6      | 1a Reg.    | 11th |              |
| 1991/92   | 6      | 1a Reg.    | 10th |              |
| 1992/93   | 6      | 1a Reg.    | 7th  |              |
| 1993/94   | 6      | 1a Reg.    | 7th  |              |
| 1994/95   | 6      | 1a Reg.    | 1r   |              |
| 1995/96   | 5      | Reg. Pref. | 14th |              |

| Temporada | Nivell | Divisió    | Lloc | Copa del Rei |
| --------- | ------ | ---------- | ---- | ------------ |
| 1996/97   | 5      | Reg. Pref. | 18th |              |
| 1997/98   | 5      | Reg. Pref. | 7th  |              |
| 1998/99   | 5      | Reg. Pref. | 11th |              |
| 1999/00   | 5      | Reg. Pref. | 9th  |              |
| 2000/01   | 5      | Reg. Pref. | 17th |              |
| 2001/02   | 6      | 1a Reg.    | 5th  |              |
| 2002/03   | 6      | 1a Reg.    | 1r   |              |
| 2003/04   | 5      | Reg. Pref. | 11th |              |
| 2004/05   | 5      | Reg. Pref. | 5th  |              |
| 2005/06   | 5      | Reg. Pref. | 10th |              |
| 2006/07   | 5      | Reg. Pref. | 6th  |              |
| 2007/08   | 5      | Reg. Pref. | 4th  |              |
| 2008/09   | 5      | Reg. Pref. | 5th  |              |
| 2009/10   | 5      | Reg. Pref. | 5th  |              |
| 2010/11   | 5      | Reg. Pref. | 5th  |              |
| 2011/12   | 5      | Reg. Pref. | 2n   |              |
| 2012/13   | 5      | Reg. Pref. | 3rd  |              |
| 2013/14   | 4      | 3a         | 16th |              |
| 2014/15   | 4      | 3a         | 13th |              |
| 2015/16   | 4      | 3a         | 9th  |              |

| Temporada | Nivell | Divisió    | Lloc | Copa del Rei |
| --------- | ------ | ---------- | ---- | ------------ |
| 2016/17   | 4      | 3a         | 9è   |              |
| 2017/18   | 4      | 3a         | 6è   |              |
| 2018/19   | 4      | 3a         | 19è  |              |
| 2019/20   | 5      | Reg. Pref. | 10è  |              |

- 6 temporades a Tercera Divisió